# Mûr-de-Bretagne
Mûr-de-Bretagne is een plaats en voormalige gemeente in het Franse departement Côtes-d'Armor, in de regio Bretagne. De plaats heeft 2.108 inwoners (2011) en maakt deel uit van het arrondissement Guingamp.

## Geschiedenis
Op 1 januari 2017 is de gemeente gefuseerd met Saint-Guen onder de naam Guerlédan.

## Geografie
De oppervlakte van Mûr-de-Bretagne bedraagt 29,7 km².
De onderstaande kaart toont de ligging van Mûr-de-Bretagne met de belangrijkste infrastructuur en aangrenzende gemeenten.

## Demografie
Onderstaande figuur toont het verloop van het inwonertal.

## Sport
Ronde van Frankrijk
Mûr-de-Bretagne is een bekende plaats in het wegwielrennen. De klim naar de top van Mûr-de-Bretagne is twee kilometer aan gemiddeld 6,8 % en de top ligt op een hoogte van 288 meter. In de Ronde van Frankrijk werd hier vijf keer gefinisht.
Ritwinnaars in Mûr-de-Bretagne:
2011 - 4e etappe:  Cadel Evans
2015 - 8e etappe:  Alexis Vuillermoz
2018 - 6e etappe:  Daniel Martin
2021 - 2e etappe:  Mathieu van der Poel
2025 - 7e etappe:  Tadej Pogačar